# لاریسا بیزنتال
لاریسا بیزنتال (انگلیسی: Laryssa Biesenthal؛ زادهٔ ۲۲ june ۱۹۷۱ (۵۳ سال)) ورزشکار روئینگ اهل کانادا است.
وی در مسابقات کشوری و بین‌المللی در مجموع برندهٔ ۱ مدال طلا، ۲ مدال نقره، ۴ مدال برنز شده‌است.